# Edrotes
Edrotes is een geslacht van kevers uit de familie van de zwartlijven (Tenebrionidae). De wetenschappelijke naam van het geslacht is voor het eerst geldig gepubliceerd in 1851 door John Lawrence LeConte.
Het zijn kleine bolronde kevers, dichtbehaard met korte haartjes. Ze komen voor van de oostelijke kant van de Rocky Mountains tot in de woestijngebieden van Zuid-Californië, en verder zuidwaarts in Baja California en het noorden van Mexico. Ze leven in droge, zanderige gebieden. E. ventricosus is herbivoor en voedt zich onder meer met zwenkdravik.

## Soorten[3]
- Edrotes arens La Rivers, 1947
- Edrotes leechi Doyen, 1968
- Edrotes rotundus (Say, 1824) (orig.: Pimelia rotunda)
- Edrotes ventricosus Le Conte, 1851